# پل خداآفرین (سپیدان)
پل خداآفرین یک روستا در ایران است که در دهستان سرناباد شهرستان سپیدان واقع شده‌است. پل خداآفرین ۲۴ نفر جمعیت دارد.